# Malleval-en-Vercors
Malleval-en-Vercors é uma comuna francesa na região administrativa de Auvérnia-Ródano-Alpes, no departamento de Isère. Estende-se por uma área de 14,1 km². Em 2010 a comuna tinha 56 habitantes (densidade: 4 hab./km²).